# Douzens
Douzens  est une commune française située dans le nord du département de l'Aude, en région Occitanie.
Sur le plan historique et culturel, la commune fait partie du massif des Corbières, un chaos calcaire formant la transition entre le Massif central et les Pyrénées. Exposée à un climat méditerranéen, elle est drainée par l'Aude, le Rieugras et par divers autres petits cours d'eau. La commune possède un patrimoine naturel remarquable : un site Natura 2000 (les « Corbières occidentales ») et trois zones naturelles d'intérêt écologique, faunistique et floristique.
Douzens est une commune rurale qui compte 780 habitants en 2022, après avoir connu une forte hausse de la population depuis 1975. Elle fait partie de l'aire d'attraction de Carcassonne. Ses habitants sont appelés les Douzenois et  Douzenoises.

## Géographie

### Localisation
La commune de Douzens est située au pied de la montagne d'Alaric au milieu du vignoble homonyme qui fait partie du vignoble des Corbières.

### Communes limitrophes
Les communes limitrophes sont  Blomac, Capendu, Comigne, Lagrasse, Moux, Puichéric, Saint-Couat-d'Aude et Val-de-Dagne.
| Blomac                            | Puichéric | Saint-Couat-d'Aude                   |
| Capendu, Comigne                  | Douzens   | Moux                                 |
| Val-de-Dagne (par un quadripoint) | Lagrasse  | Camplong-d'Aude (par un quadripoint) |

### Géologie et relief
La commune est située à 89 mètres d'altitude.
Douzens se situe en zone de sismicité 2 (sismicité faible).

### Hydrographie
La commune est dans la région hydrographique « Côtiers méditerranéens », au sein du bassin hydrographique Rhône-Méditerranée-Corse. Elle est drainée par l'Aude, le Rieugras, Les Carabiniers, le ruisseau de Saint-Pierre et le ruisseau Nègre, qui constituent un réseau hydrographique de 11 km de longueur totale,.
L'Aude, d'une longueur totale de 223,59 km, prend sa source dans la commune des Angles et s'écoule du sud vers le nord. Elle traverse la commune et se jette dans le golfe du Lion à Fleury, après avoir traversé 73 communes.

### Climat
Pour des articles plus généraux, voir Climat de l'Occitanie et Climat de l'Aude.
En 2010, le climat de la commune est de type climat méditerranéen franc, selon une étude s'appuyant sur une série de données couvrant la période 1971-2000. En 2020, Météo-France publie une typologie des climats de la France métropolitaine dans laquelle la commune est exposée à un climat méditerranéen et est dans la région climatique Provence, Languedoc-Roussillon, caractérisée par une pluviométrie faible en été, un très bon ensoleillement (2 600 h/an), un été chaud (21,5 °C), un air très sec en été, sec en toutes saisons, des vents forts (fréquence de 40 à 50 % de vents > 5 m/s) et peu de brouillards.
Pour la période 1971-2000, la température annuelle moyenne est de 14,7 °C, avec  une amplitude thermique annuelle de 16,1 °C. Le cumul annuel moyen de précipitations est de 692 mm, avec 7,6 jours de précipitations en janvier et 3,4 jours en juillet. Pour la période 1991-2020 la température moyenne annuelle observée sur la station météorologique la plus proche, située sur la commune de Lagrasse à 11 km à vol d'oiseau, est de 14,1 °C et le cumul annuel moyen de précipitations est de 713,1 mm,. Pour l'avenir, les paramètres climatiques de la commune estimés pour 2050 selon différents scénarios d’émission de gaz à effet de serre sont consultables sur un site dédié publié par Météo-France en novembre 2022.

### Milieux naturels et biodiversité

#### Réseau Natura 2000

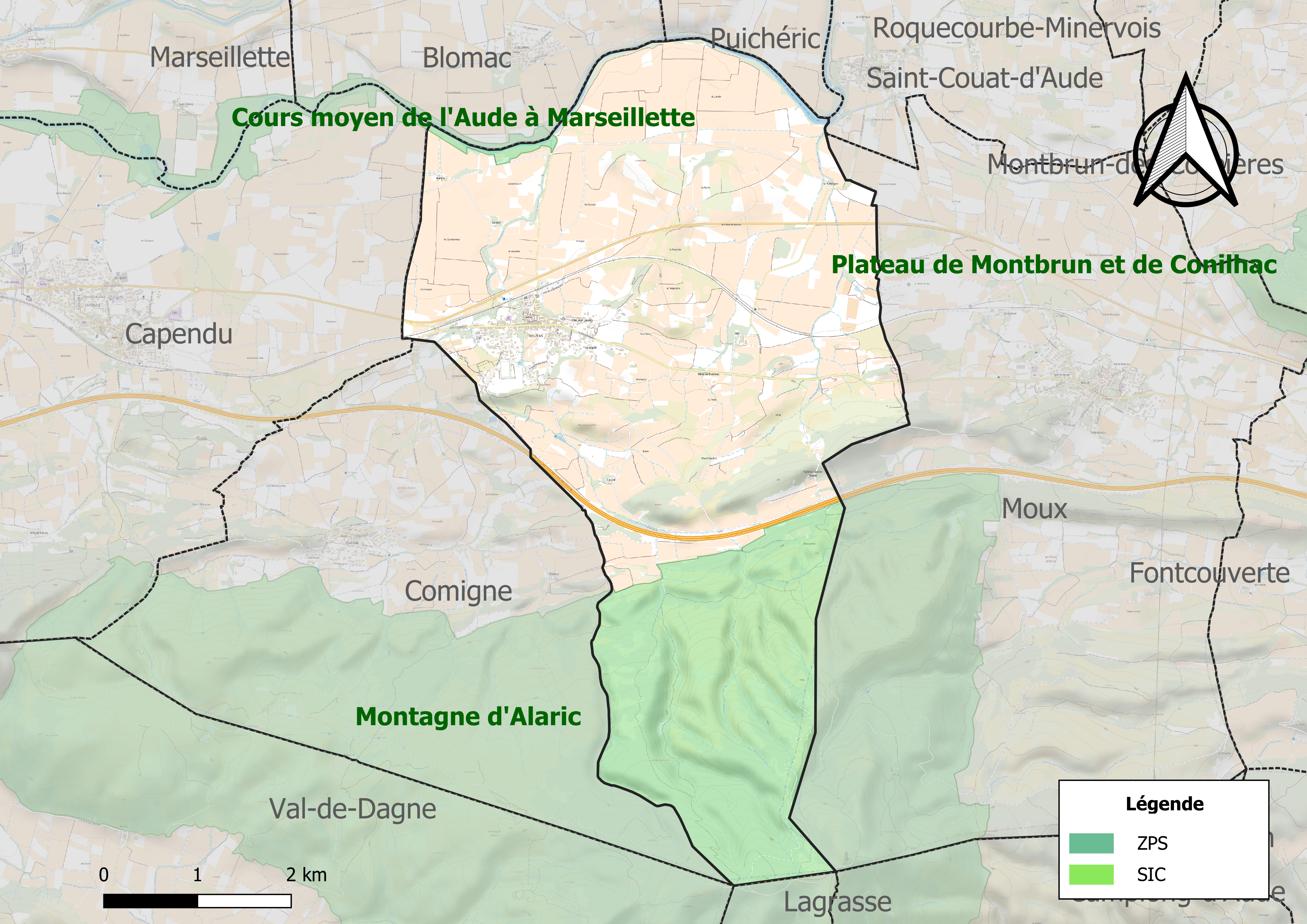
Sites Natura 2000 sur le territoire communal.

Le réseau Natura 2000 est un réseau écologique européen de sites naturels d'intérêt écologique élaboré à partir des directives habitats et oiseaux, constitué de zones spéciales de conservation (ZSC) et de zones de protection spéciale (ZPS). Un site Natura 2000 a été défini sur la commune au titre  de la directive oiseaux : les « Corbières occidentales », d'une superficie de 22 912 ha, présentant des milieux propices à la nidification des espèces rupicoles : des couples d'Aigles royaux occupent partagent l'espace avec des espèces aussi significatives que le Faucon pèlerin, le Grand-duc d'Europe ou le Circaète Jean-le-Blanc.

#### Zones naturelles d'intérêt écologique, faunistique et floristique
L’inventaire des zones naturelles d'intérêt écologique, faunistique et floristique (ZNIEFF) a pour objectif de réaliser une couverture des zones les plus intéressantes sur le plan écologique, essentiellement dans la perspective d’améliorer la connaissance du patrimoine naturel national et de fournir aux différents décideurs un outil d’aide à la prise en compte de l’environnement dans l’aménagement du territoire. Deux ZNIEFF de type 1 sont recensées sur la commune : le « cours moyen de l'Aude à Marseillette » (237 ha), couvrant 7 communes du département, et la « montagne d'Alaric » (2 953 ha), couvrant 8 communes du département et une ZNIEFF de type 2, : le « massif d'Alaric » (8 316 ha), couvrant 15 communes du département.

Carte des ZNIEFF de type 1 et 2 à Douzens.
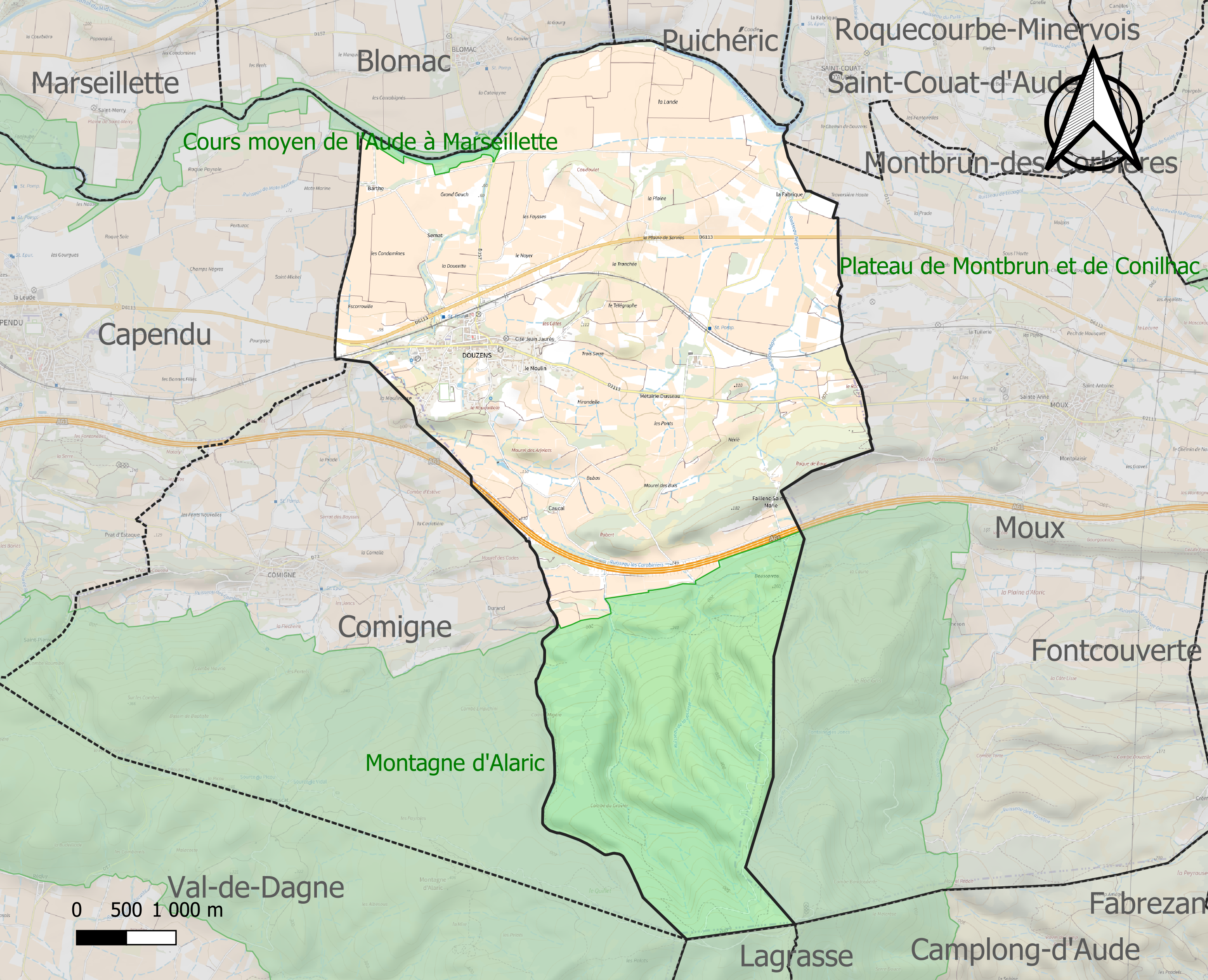
Carte des ZNIEFF de type 1 sur la commune.
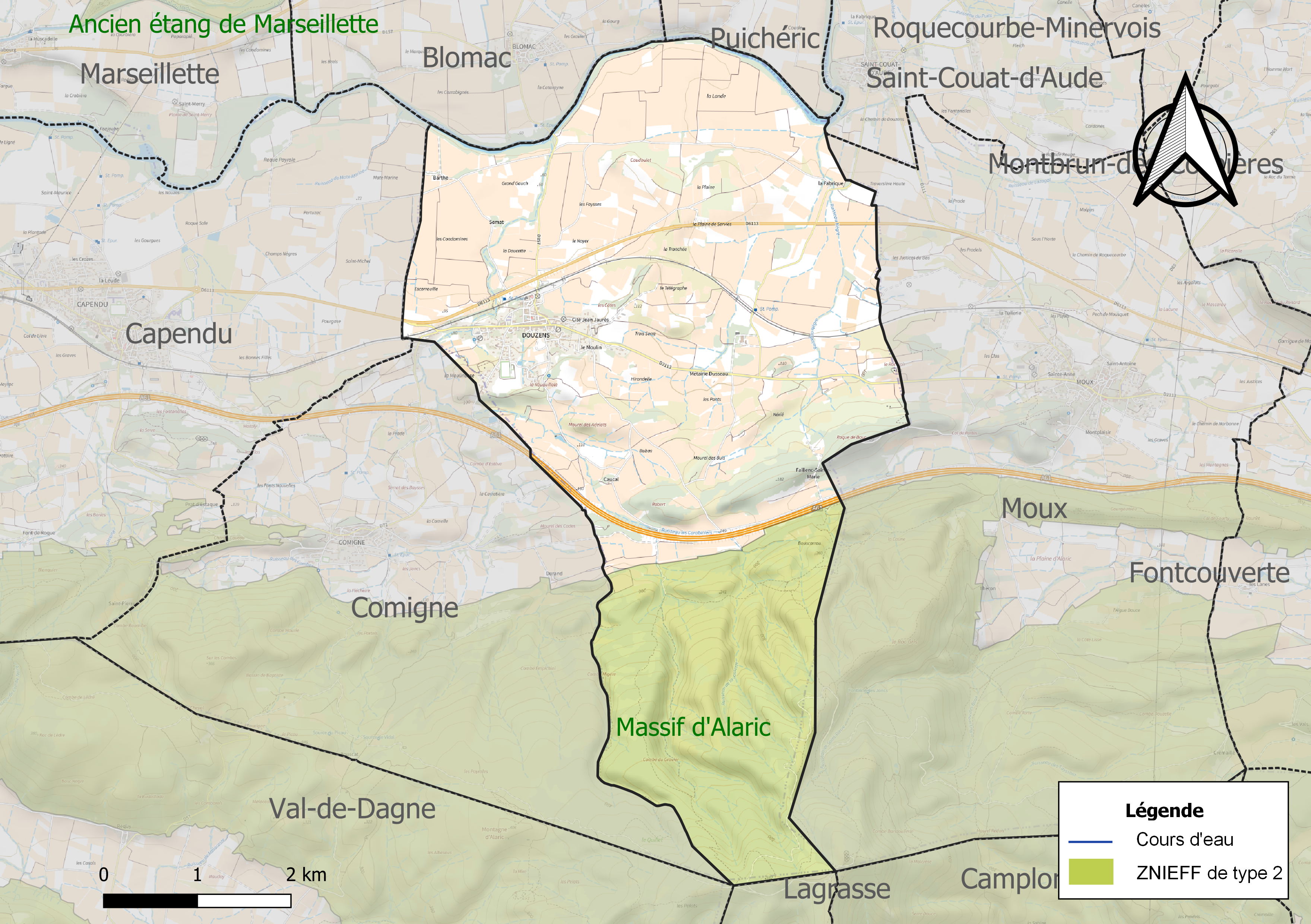
Carte de la ZNIEFF de type 2 sur la commune.

## Urbanisme

### Typologie
Au 1er janvier 2024, Douzens est catégorisée bourg rural, selon la nouvelle grille communale de densité à 7 niveaux définie par l'Insee en 2022.
Elle est située hors unité urbaine. Par ailleurs la commune fait partie de l'aire d'attraction de Carcassonne, dont elle est une commune de la couronne,. Cette aire, qui regroupe 115 communes, est catégorisée dans les aires de 50 000 à moins de 200 000 habitants,.

### Occupation des sols
L'occupation des sols de la commune, telle qu'elle ressort de la base de données européenne d’occupation biophysique des sols Corine Land Cover (CLC), est marquée par l'importance des territoires agricoles (66,4 % en 2018), une proportion sensiblement équivalente à celle de 1990 (66,9 %). La répartition détaillée en 2018 est la suivante : cultures permanentes (66,4 %), milieux à végétation arbustive et/ou herbacée (21,8 %), forêts (9,3 %), zones urbanisées (2,4 %). L'évolution de l’occupation des sols de la commune et de ses infrastructures peut être observée sur les différentes représentations cartographiques du territoire : la carte de Cassini (XVIIIe siècle), la carte d'état-major (1820-1866) et les cartes ou photos aériennes de l'IGN pour la période actuelle (1950 à aujourd'hui).

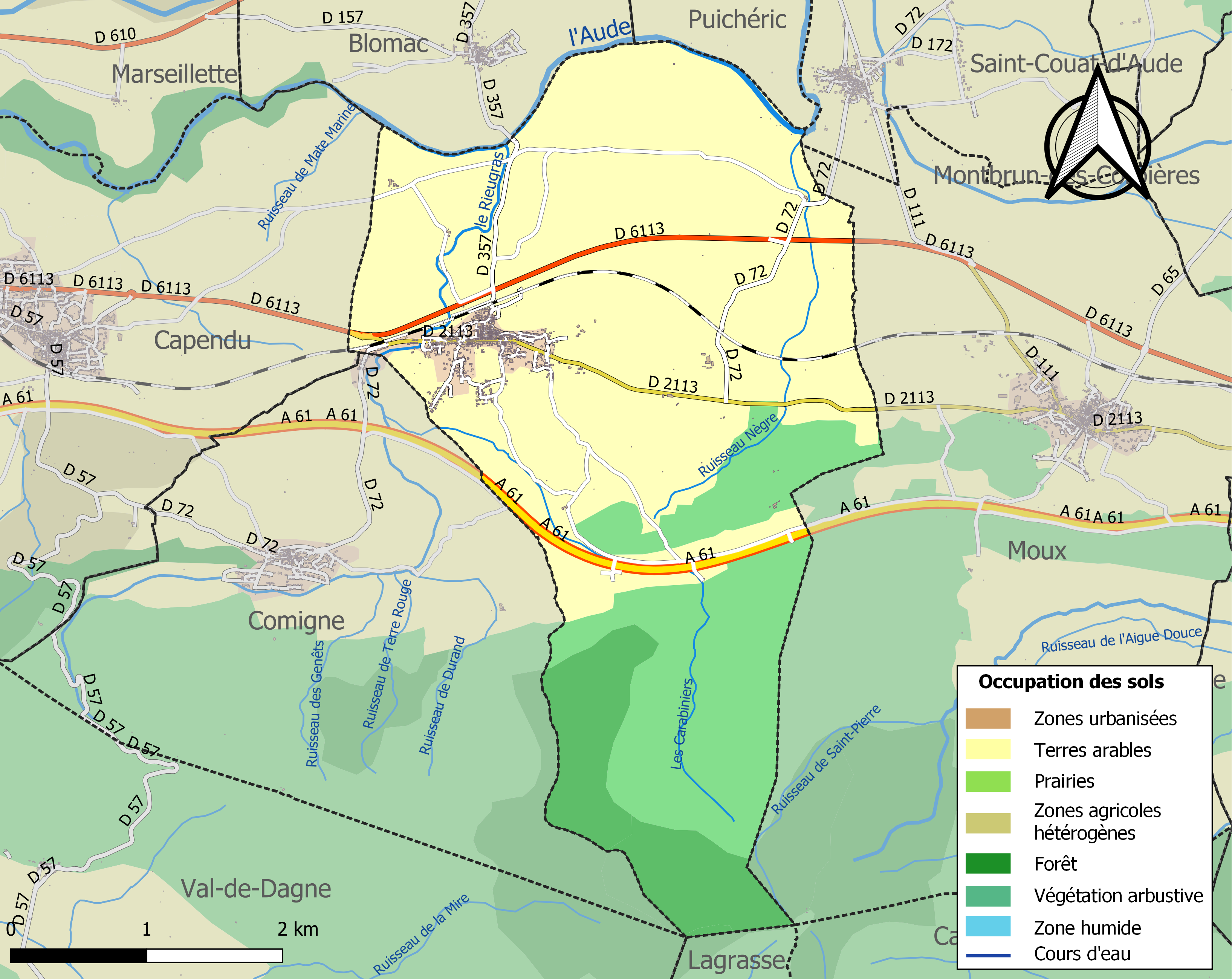
Carte des infrastructures et de l'occupation des sols de la commune en 2018 (CLC).

### Risques majeurs
Le territoire de la commune de Douzens est vulnérable à différents aléas naturels : météorologiques (tempête, orage, neige, grand froid, canicule ou sécheresse), inondations, feux de forêts et séisme (sismicité faible). Il est également exposé à deux risques technologiques,  le transport de matières dangereuses et la rupture d'un barrage. Un site publié par le BRGM permet d'évaluer simplement et rapidement les risques d'un bien localisé soit par son adresse soit par le numéro de sa parcelle.

#### Risques naturels
Certaines parties du territoire communal sont susceptibles d’être affectées par le risque d’inondation par débordement de cours d'eau, notamment l'Aude. La commune a été reconnue en état de catastrophe naturelle au titre des dommages causés par les inondations et coulées de boue survenues en 1982, 1987, 1992, 1996, 1999, 2005, 2009 et 2018,.

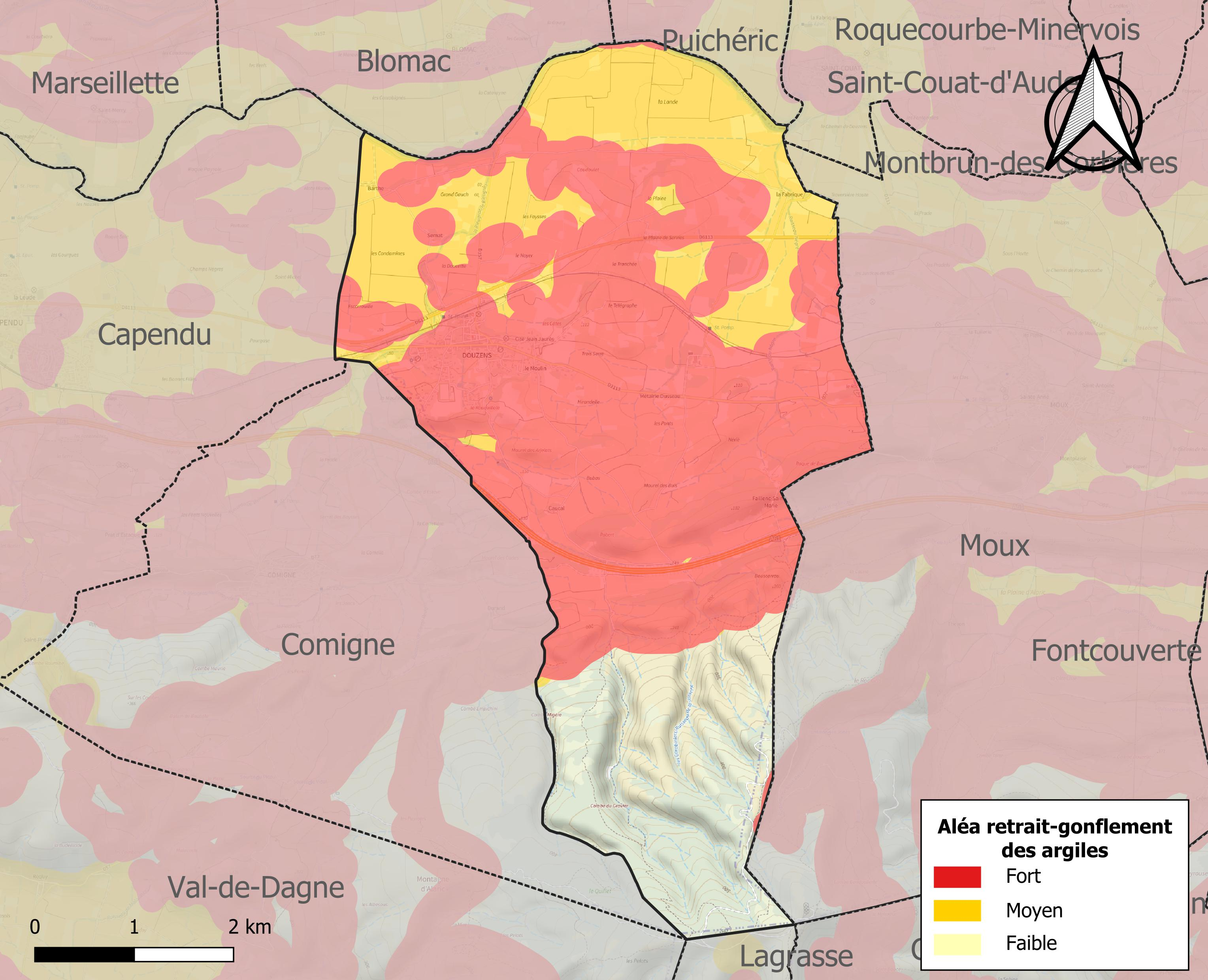
Carte des zones d'aléa retrait-gonflement des sols argileux de Douzens.

Le retrait-gonflement des sols argileux est susceptible d'engendrer des dommages importants aux bâtiments en cas d’alternance de périodes de sécheresse et de pluie. 81,1 % de la superficie communale est en aléa moyen ou fort (75,2 % au niveau départemental et 48,5 % au niveau national). Sur les 419 bâtiments dénombrés sur la commune en 2019, 419 sont en aléa moyen ou fort, soit 100 %, à comparer aux 94 % au niveau départemental et 54 % au niveau national. Une cartographie de l'exposition du territoire national au retrait gonflement des sols argileux est disponible sur le site du BRGM,.

#### Risques technologiques
Le risque de transport de matières dangereuses sur la commune est lié à sa traversée par une route à fort trafic et une ligne de chemin de fer. Un accident se produisant sur de telles infrastructures est en effet susceptible d’avoir des effets graves au bâti ou aux personnes jusqu’à 350 m, selon la nature du matériau transporté. Des dispositions d’urbanisme peuvent être préconisées en conséquence.
La commune est en outre située en aval des barrages de Matemale et de Puyvalador, deux ouvrages de classe A, situés dans le département des Pyrénées-Orientales. À ce titre elle est susceptible d’être touchée par l’onde de submersion consécutive à la rupture d'un de ces ouvrages.

## Histoire
Douzens est située non loin de la via Aquitania et de l'ancienne station de Liviana,.
En 1259, Douzens est appelé Dozincho. Douzens fut le centre d'une commanderie templière. Dès lors l'histoire de Dozencs se confond avec celle de la commanderie et la ville est fortifiée après 1366.
En 2015, un projet de parc d'attractions qui serait situé entre Douzens et Capendu, est proposé par le fonds d'investissement de Dubaï Walnut Finance,. Trois ans plus tard le projet est toujours au point mort et semble à l'abandon, la communauté d'agglomération de Carcassonne privilégiant un autre projet de parc à cheval sur les communes de Fontiès-d'Aude, Montirat et Trèbes.

## Politique et administration

### Découpage territorial
La commune de Douzens est membre de l'intercommunalité Carcassonne Agglo, un établissement public de coopération intercommunale (EPCI) à fiscalité propre créé le 21 décembre 2012 dont le siège est à Carcassonne. Ce dernier est par ailleurs membre d'autres groupements intercommunaux.
Sur le plan administratif, elle est rattachée à l'arrondissement de Carcassonne, au département de l'Aude, en tant que circonscription administrative de l'État, et à la région Occitanie.
Sur le plan électoral, elle dépend du canton de la Montagne d'Alaric pour l'élection des conseillers départementaux, depuis le redécoupage cantonal de 2014 entré en vigueur en 2015, et de la première circonscription de l'Aude  pour les élections législatives, depuis le redécoupage électoral de 1986.

### Liste des maires
| Période                                  | Période   | Identité           | Étiquette | Qualité                           |
| ---------------------------------------- | --------- | ------------------ | --------- | --------------------------------- |
| 1945                                     | 1974      | Albert Ferrier     |           |                                   |
| 1974                                     | 1977      | Julien Malet       |           |                                   |
| 1977                                     | 1989      | André Mortes       |           |                                   |
| mars 1989                                | mars 2008 | François Ruiz      |           |                                   |
| mars 2008                                | En cours  | Philippe Rappeneau | PS        | notaire, conseiller départemental |
| Les données manquantes sont à compléter. |           |                    |           |                                   |

## Population et société

### Démographie
L'évolution du nombre d'habitants est connue à travers les recensements de la population effectués dans la commune depuis 1793. Pour les communes de moins de 10 000 habitants, une enquête de recensement portant sur toute la population est réalisée tous les cinq ans, les populations de référence des années intermédiaires étant quant à elles estimées par interpolation ou extrapolation. Pour la commune, le premier recensement exhaustif entrant dans le cadre du nouveau dispositif a été réalisé en 2007.

En 2022, la commune comptait 780 habitants, en évolution de +7,59 % par rapport à 2016 (Aude : +2,65 %, France hors Mayotte : +2,11 %).
| 1793 | 1800 | 1806 | 1821 | 1831 | 1836 | 1841 | 1846 | 1851 |
| ---- | ---- | ---- | ---- | ---- | ---- | ---- | ---- | ---- |
| 256  | 303  | 322  | 442  | 477  | 507  | 563  | 597  | 592  |

| 1856 | 1861 | 1866 | 1872 | 1876 | 1881 | 1886 | 1891 | 1896 |
| ---- | ---- | ---- | ---- | ---- | ---- | ---- | ---- | ---- |
| 639  | 578  | 687  | 639  | 698  | 817  | 857  | 885  | 854  |

| 1901 | 1906 | 1911 | 1921 | 1926 | 1931  | 1936 | 1946 | 1954 |
| ---- | ---- | ---- | ---- | ---- | ----- | ---- | ---- | ---- |
| 913  | 916  | 852  | 948  | 936  | 1 006 | 955  | 786  | 774  |

| 1962 | 1968 | 1975 | 1982 | 1990 | 1999 | 2006 | 2007 | 2012 |
| ---- | ---- | ---- | ---- | ---- | ---- | ---- | ---- | ---- |
| 811  | 800  | 674  | 642  | 554  | 606  | 694  | 706  | 706  |

| 2017 | 2022 | - | - | - | - | - | - | - |
| ---- | ---- | - | - | - | - | - | - | - |
| 733  | 780  | - | - | - | - | - | - | - |

### Enseignement
La commune dispose d'un école primaire publique, depuis 1912. Aujourd'hui, elle accueille uniquement les élèves de la maternelle au CE2 issus du RPI Blomac-Comigne-Douzens.

## Sports
Rugby à XV
En 2006, le Douzens Olympique fusionne avec l'US Capendu pour donner naissance au Rugby Club Alaric :
- Champion du Languedoc 4e série en 2006
- Champion de France de 4e série en 2006,
- Vice-champion de France de 2e série en 2007,
- Vice-champion du Languedoc de Promotion Honneur en 2010
- Champion du Languedoc de 2e série en 2014

À la suite de la construction d'un nouveau lotissement à proximité du stade de rugby, les deux rues de ce même lotissement ont été baptisées en l'honneur des rugbymans français Jean-Pierre Rives et Didier Codorniou.

## Économie

### Revenus
En 2018  (données Insee publiées en septembre 2021), la commune compte 317 ménages fiscaux, regroupant 734 personnes. La médiane du revenu disponible par unité de consommation est de 18 880 € (19 240 € dans le département).

### Emploi
| Division       | 2008   | 2013   | 2018   |
| -------------- | ------ | ------ | ------ |
| Commune        | 12 %   | 10,7 % | 11,2 % |
| Département    | 10,2 % | 12,8 % | 12,6 % |
| France entière | 8,3 %  | 10 %   | 10 %   |

En 2018, la population âgée de 15 à 64 ans s'élève à 432 personnes, parmi lesquelles on compte 70,7 % d'actifs (59,5 % ayant un emploi et 11,2 % de chômeurs) et 29,3 % d'inactifs,. En  2018, le taux de chômage communal (au sens du recensement) des 15-64 ans est inférieur à celui du département, mais supérieur à celui de la France, alors qu'en 2008 il était supérieur à celui du département.
La commune fait partie de la couronne de l'aire d'attraction de Carcassonne, du fait qu'au moins 15 % des actifs travaillent dans le pôle,. Elle compte 161 emplois en 2018, contre 145 en 2013 et 138 en 2008. Le nombre d'actifs ayant un emploi résidant dans la commune est de 263, soit un indicateur de concentration d'emploi de 61,2 % et un taux d'activité parmi les 15 ans ou plus de 51,3 %.
Sur ces 263 actifs de 15 ans ou plus ayant un emploi, 101 travaillent dans la commune, soit 39 % des habitants. Pour se rendre au travail, 79,2 % des habitants utilisent un véhicule personnel ou de fonction à quatre roues, 1,2 % les transports en commun, 12,7 % s'y rendent en deux-roues, à vélo ou à pied et 6,9 % n'ont pas besoin de transport (travail au domicile).

### Activités hors agriculture

#### Secteurs d'activités
44 établissements sont implantés  à Douzens au 31 décembre 2019. Le tableau ci-dessous en détaille le nombre par secteur d'activité et compare les ratios avec ceux du département,.
| Secteur d'activité                                                                                        | Commune | Commune | Département |
| Secteur d'activité                                                                                        | Nombre  | %       | %           |
| --- | ------- | ------- | ----------- |
| Ensemble                                                                                                  | 44      |         |             |
| Industrie manufacturière, industries extractives et autres                                                | 6       | 13,6 %  | (8,8 %)     |
| Construction                                                                                              | 9       | 20,5 %  | (14 %)      |
| Commerce de gros et de détail, transports, hébergement et restauration                                    | 9       | 20,5 %  | (32,3 %)    |
| Activités financières et d'assurance                                                                      | 1       | 2,3 %   | (2,7 %)     |
| Activités immobilières                                                                                    | 4       | 9,1 %   | (5,2 %)     |
| Activités spécialisées, scientifiques et techniques et activités de services administratifs et de soutien | 7       | 15,9 %  | (13,3 %)    |
| Administration publique, enseignement, santé humaine et action sociale                                    | 5       | 11,4 %  | (13,2 %)    |
| Autres activités de services                                                                              | 3       | 6,8 %   | (8,8 %)     |

Le secteur du commerce de gros et de détail, des transports, de l'hébergement et de la restauration est prépondérant sur la commune puisqu'il représente 20,5 % du nombre total d'établissements de la commune (9 sur les 44 entreprises implantées  à Douzens), contre 32,3 % au niveau départemental.

#### Entreprises
Les trois entreprises ayant leur siège social sur le territoire communal qui génèrent le plus de chiffre d'affaires en 2020 sont : 
- Entreprise Cabanes, préparation industrielle de produits à base de viande (754 k€) ;
- SARL Les Delices De L'alaric, boulangerie et boulangerie-pâtisserie (95 k€) ;
- Dominique Gibert Architecte, activités d'architecture (13 k€).

### Agriculture
La commune fait partie de la petite région agricole dénommée « Région viticole ». En 2010, l'orientation technico-économique de l'agriculture  sur la commune est la viticulture (appellation et autre).
|                                   | 1988 | 2000 | 2010 |
| --------------------------------- | ---- | ---- | ---- |
| Exploitations                     | 87   | 52   | 38   |
| Superficie agricole utilisée (ha) | 867  | 814  | 729  |

Le nombre d'exploitations agricoles en activité et ayant leur siège dans la commune est passé de 87 lors du recensement agricole de 1988 à 52 en 2000 puis à 38 en 2010, soit une baisse de 56 % en 22 ans. Le même mouvement est observé à l'échelle du département qui a perdu pendant cette période 52 % de ses exploitations. La surface agricole utilisée sur la commune a également diminué, passant de 867 ha en 1988 à 729 ha en 2010. Parallèlement la surface agricole utilisée moyenne par exploitation a augmenté, passant de 10 à 19 ha.

## Culture locale et patrimoine

### Lieux et monuments
- Commanderie de Douzens.

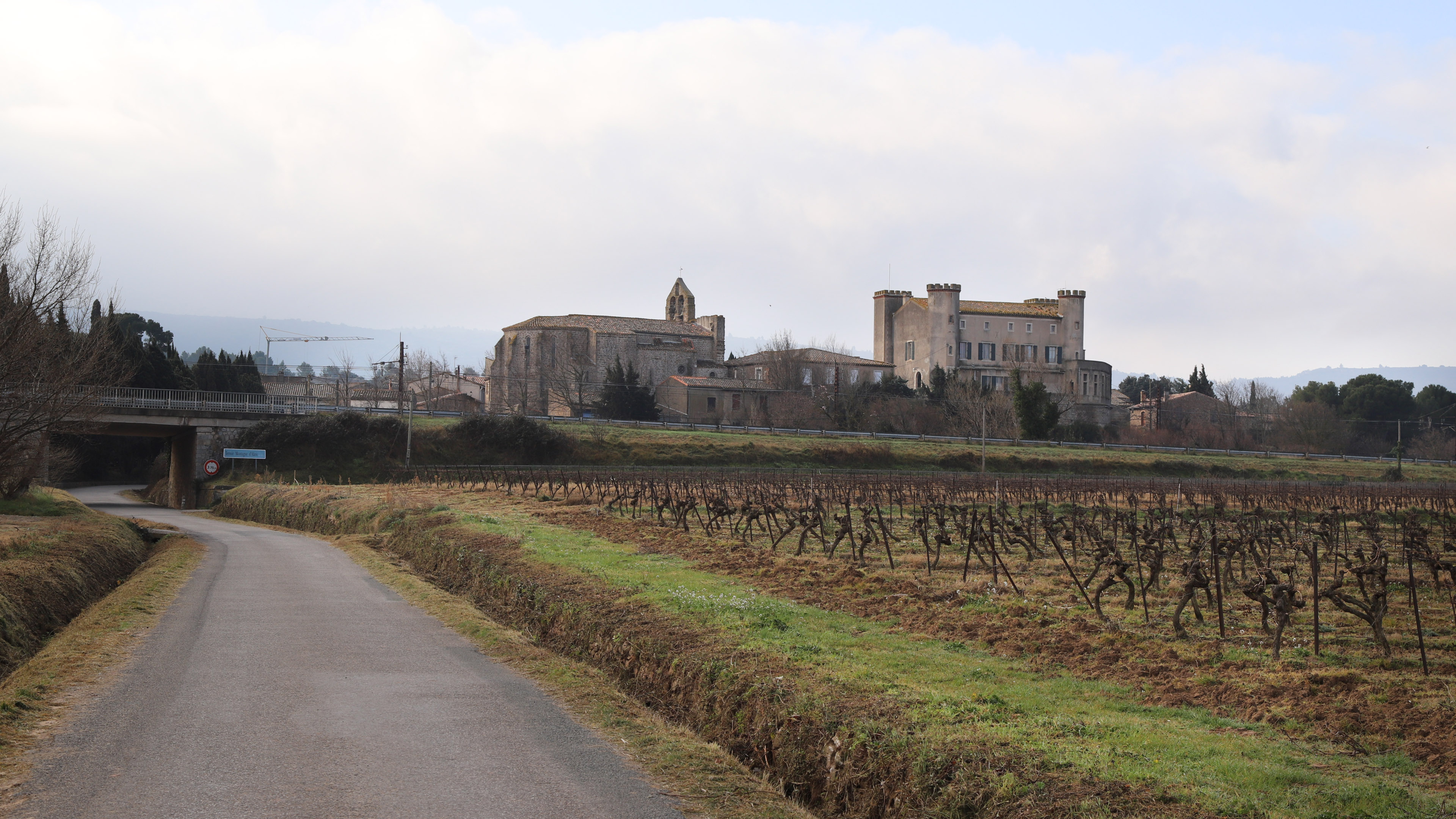
Château de Douzens.

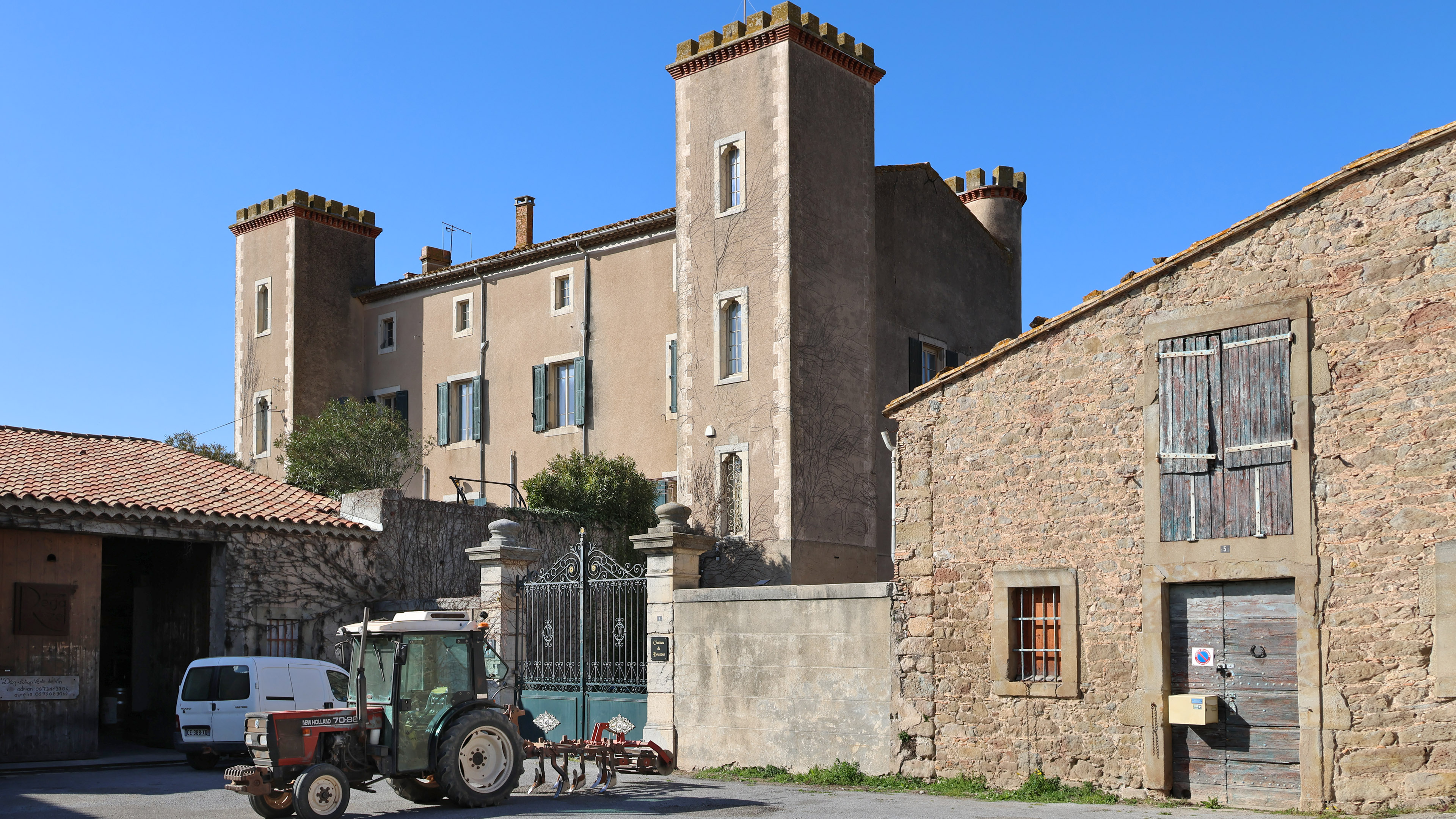
Le château.

- Église Saint-Vincent de Douzens. L'édifice est référencé dans la base Mérimée et à l'Inventaire général Région Occitanie[49].
- Château de Douzens. L'église et le château sont inscrits au titre des sites naturels depuis 1942[50].
- Colonne brisée.
- École et monument aux morts.
- Ancienne gare.
- Place de l'Ormeau.
- Place Liviana.
- Rec Tranquille.
- Combe du Gravier[réf. nécessaire].

### Évènements culturels
- Fête de l'Art et de la Ruralité, en juin (de 1998 à 2013).
- Vide-grenier du RCA Alaric, le 8 mai.
- Journée Intergénérationnelle, en avril.

### Personnalités liées à la commune
- Bernard-Othon de Niort

### Héraldique
| Douzens | Son blasonnement est : D'or à la losange de sable. |